# 甘地讷格尔县

在古吉拉特邦的位置

甘地訥格爾縣（Gandhinagar District）為印度古吉拉特邦轄縣，劃分為甘地讷格尔、加洛尔、德黑加姆、曼薩等四鄉，216個村。面積649平方公里，人口1,391,753人（2011年），其中城鎮人口35.02％。
甘地訥格爾縣地處古吉拉特邦中部偏東，縣域東北部與萨伯尔甘塔县接壤，東西部和默黑萨纳县接鄰，西南部與艾哈邁達巴德縣交界，東南部和凯达县相連。縣政府所在地甘地訥格爾市通過高速公路與艾哈邁達巴德、巴羅達連成一線，構成了印度西部地區和古吉拉特邦的人口密集區和商業中心。